# Molybdän(V)-fluorid
Molybdän(V)-fluorid ist eine anorganische chemische Verbindung des Molybdäns aus der Gruppe der Fluoride.

## Gewinnung und Darstellung
Molybdän(V)-fluorid kann durch Reaktion von Molybdänhexacarbonyl mit Fluor bei −78 °C gewonnen werden.
{\displaystyle \mathrm {2\ Mo(CO)_{6}+5\ F_{2}\longrightarrow 2\ MoF_{5}+12\ CO} }
Alternativ erfolgt die Darstellung durch Umsetzung von elementarem Molybdän mit Molybdän(VI)-fluorid bei 60 °C mit einer Ausbeute von 75 – 80 %:
{\displaystyle {\ce {Mo + 5 MoF6 ->[T][]6 MoF5}}}

## Eigenschaften
Molybdän(V)-fluorid ist ein gelber, hydrolyseempfindlicher Feststoff, der an der Luft raucht. Seine Kristallstruktur kann als zyklisches Tetramer [MoF5]4 aus verzerrten Oktaedern beschrieben werden. Es handelt sich um den Namensgeber des MoF5-Strukturtyps.
Die in der Literatur angegebene Schmelztemperatur von über 60 °C widerspricht neueren sowohl thermographisch als auch visuell in einer dünnwandigen Quarzkapillare ermittelten Werten von etwa 45 °C. Das Fehlen einer vollständigen chemischen Analyse in den älteren Quellen legt das Vorhandensein von Beimischungen von Molybdän(VI)-oxidfluorid MoOF4 (Schmelzpunkt 98 °C) in den synthetisierten Zubereitungen nahe, was den Schmelzpunkt erheblich erhöhen kann.